# 萊克華盛頓鎮區 (北達科他州埃迪縣)
萊克華盛頓鎮區（英語：Lake Washington Township）是位於美國北達科他州埃迪縣的一個鎮區。

## 地方資料
萊克華盛頓鎮區的面積為93.04平方千米，當中陸地面積為82.37平方千米，而水域面積為10.67平方千米。根據2020年美國人口普查的數據，當地共有人口23人，而人口密度為每平方千米0.25人。